# 터커 스몰우드

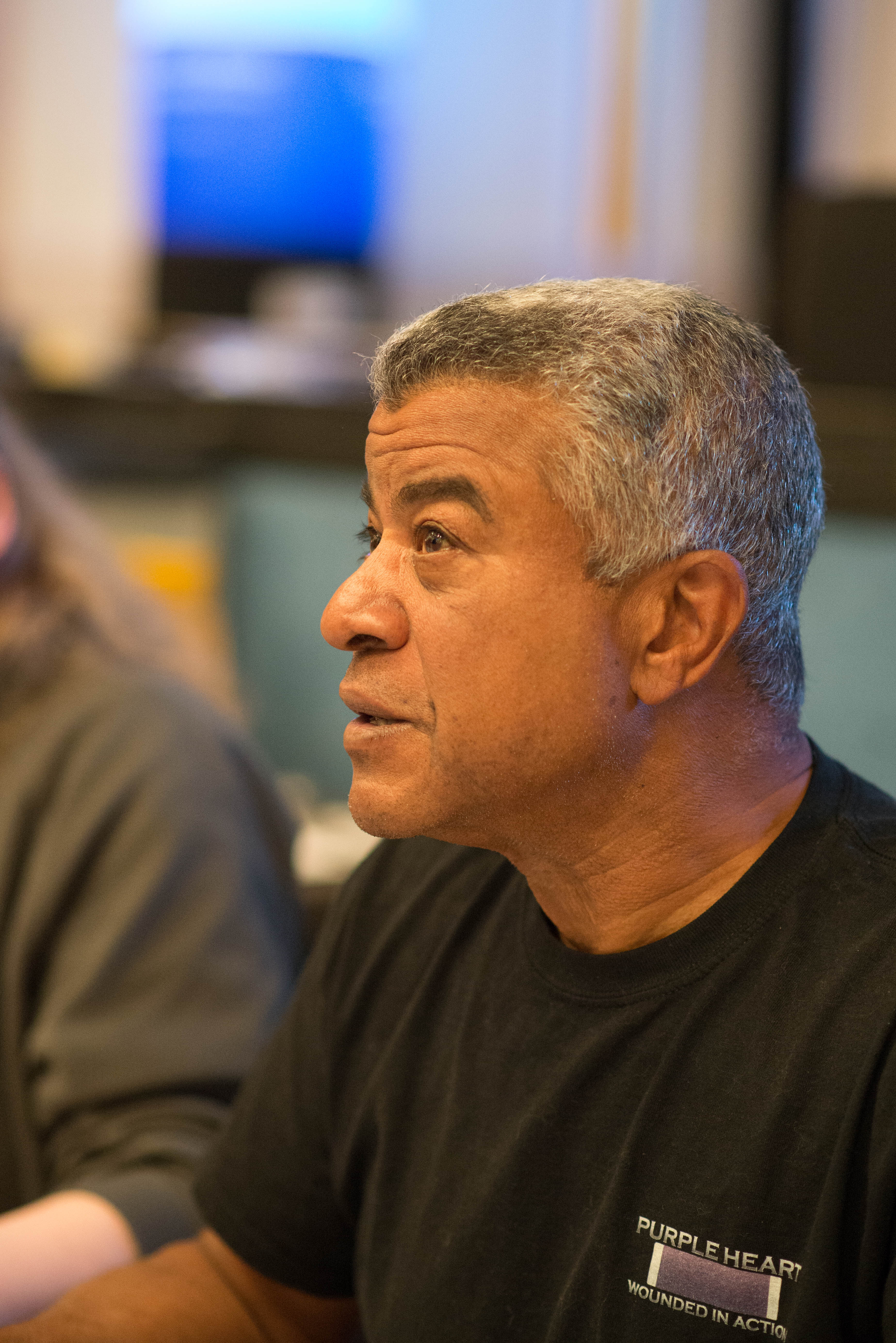

터커 스몰우드(Tucker Smallwood, 1944년 2월 22일 ~ )는 미국의 배우, 텔레비전 배우, 작가이다.
워싱턴 D.C.에서 태어났다.

## 도서
- Return to Eden

## 영화
- 어나더 타임 (2018년)
- 엠버스 (2015년)
- 블랙 다이너마이트 (2009년)
- 사라 실버맨 프로그램 (2007년)
- 새벽의 저주 - 온 더 플레인 (2007년) - 울프 역
- 다크 미러 (2007년)
- 에반 올마이티 (2007년)
- 후드 오브 호러 (2006년)
- 헤즈 앤 타일즈 (2005년)
- 라이크 마이크 (2002년)
- 에어 패닉 (2001년)
- 더 원 (2001년)
- 헨드릭스 (1998년)
- 딥 임팩트 (1998년)
- 모스트 원티드 (1997년)
- 콘택트 (1997년) - 미션 디렉터 역
- 바이오돔 (1996년)
- 인터 셉터 2 (1995년)
- 스페이스 2063 (1995년)
- 프렌즈 (1994년)
- 사인필드 (1990년)
- 의혹 (1990년)
- 디어 아메리카 (1987년)
- 커튼 클럽 (1984년)